# Montigny-en-Ostrevent
Montigny-en-Ostrevent è un comune francese di 4 956 abitanti situato nel dipartimento del Nord nella regione dell'Alta Francia.

## Società

### Evoluzione demografica
Abitanti censiti